# Sputnik Light
Sputnik Light ( en ruso: Спутник Лайт, romanizado: Sputnik Lait) es una vacuna contra la COVID-19 monodosis desarrollada por el Instituto de Investigación de Epidemiología y Microbiología de Gamaleya. Consiste en la primera dosis de la vacuna Sputnik V, que se basa en el vector Ad26, y se puede almacenar a una temperatura normal del refrigerador de 2-8 grados Celsius (35,6-46,4 °F).

El instituto dice que esta versión, con una efectividad del 79,4%, sería ideal para áreas con brotes agudos, permitiendo que más personas se vacunen rápidamente.

## Autorizaciones
Ha sido autorizada de emergencia en Rusia, Angola, Venezuela, Nicaragua, Bielorrusia, Siria, República del Congo, Kazajistán, Kirguistán, Mauricio, Palestina, Filipinas, Mongolia, Turkmenistán y Baréin.